# De Havilland Dove

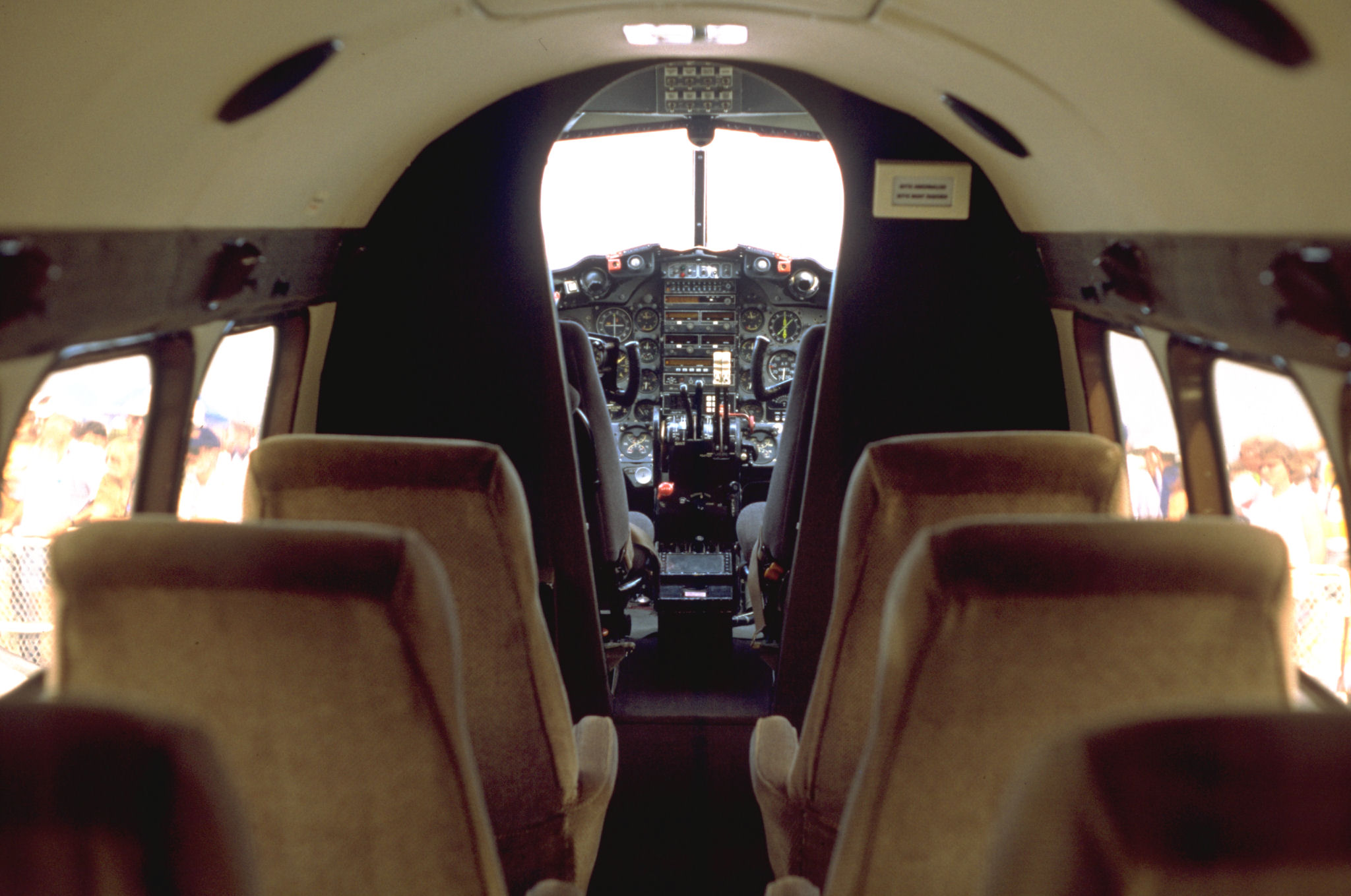
Интерьер салона Dove (D-IFSA)

de Havilland DH.104 Dove (рус. де Хэвилленд DH.104 «Дав») — британский винтовой пассажирский самолёт для линий малой протяжённости. Разработан и производился предприятием de Havilland в 1945—1967 гг. Выпускался более чем в 10 модификациях. Выпущено 542 самолёта (с учетом 127 самолётов военных модификаций Devon и 13 машин Sea Devon).

## Эксплуатация

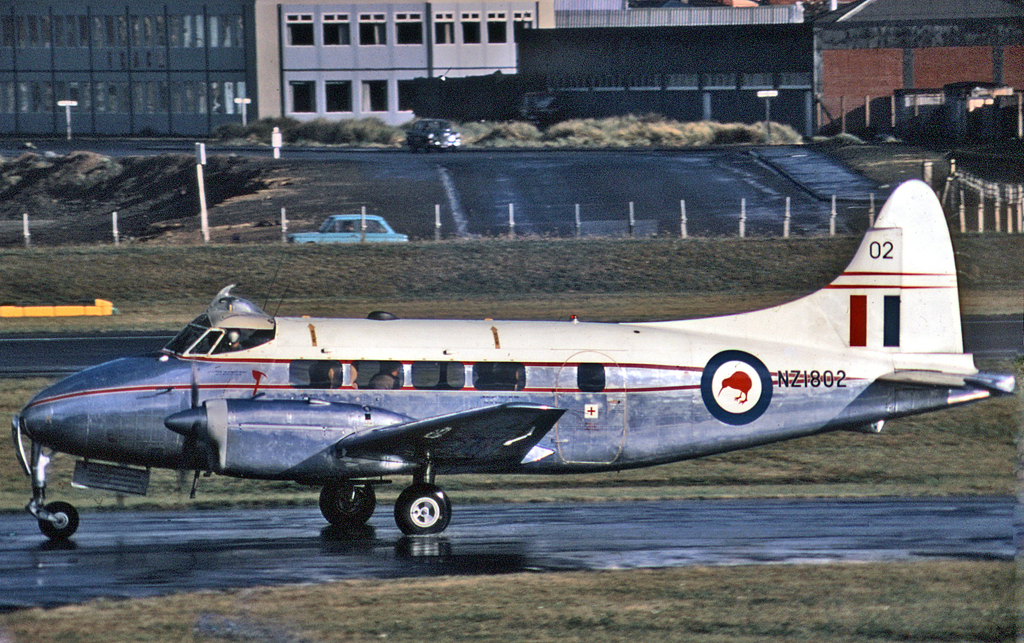
Devon C.1 ВВС Новой Зеландии

Самолёт нашёл широкое применение на линиях малой протяжённости как в Великобритании, так и за рубежом. Машина использовалась гражданскими эксплуатантами в таких странах как Австралия,Бельгия, Великобритания, Гамбия, Индия, Ирак, Португалия, Судан, США, ФРГ, ЮАР, Япония. Военные модификации Devon (транспортно-связной самолёт) эксплуатировались в Аргентине, Венесуэле, Великобритании, Египте, Индии, Ираке, Иордании, Ливане, Малайзии, Пакистане, ЮАР, Югославии.

## Летно-технические характеристики (модификация Dove 5)
Экипаж: 2
Пассажировместимость: 5 — 11, в зависимости от компоновки салона
Длина 11.96 м
Размах крыльев: 17.37 м
Высота: 4.06 м
Площадь крыльев: 31.1 м²
Вес (пустой): 2,600 кг
Силовая установка: 2 × ПД de Havilland Gipsy Queen 70 Mk.2 (6-цилиндровый воздушного охлаждения, мощность 380 л.с каждый)
Максимальная скорость: 325 км/ч на высоте 2,400 м
Дальность: 1,720 км
Практический потолок: 6,100 м